# Геологія Ботсвани
Геологія Ботсвани
В основі Африканської платформи залягають докембрійські гірські породи. Осадовий чохол представлений відкладами верхньої крейди та кайнозою.Територія Ботсвани охоплює фрагменти архейських Родезійського (Зімбабве) та Каапвальського кратонів, пояса Лімпопо того ж віку, який їх розділяє на сході, Дамарського верхньопротерозойського складчастого пояса на північному-заході та значну частину синеклізи Калахарі, яка займає центральну частину країни.
Родезійський кратон характеризується розвитком ґратітогнейсів та гранітів, які включають вузькі зеленокам'яні пояси Таті, Мацітама, Вукве. Із зеленокам'яними поясами, які складені метавулканітами та метаосадовими породами, пов'язані родовища і прояви руд: міді, золота, срібла, нікелю, заліза, стибію, кіаніту, літію, флюориту, азбесту, вольфраму, свинцю.
Фундамент Каапвальського кратону складений ґратітогнейсами та гранітами, які включають зони ультраосновних та основних вулканічних порід. В межах кратону зустрічаються прояви золота, срібла, поліметалів, радіоактивних мінералів.
Пояс Лімпопо представлений ґратітогнейсами, гнейсами, ґранулітами, гранітами, ультраморфічними породами. Широко розвинуті процеси гранітизації. До ультраосновних порід приурочені мідно-нікелеві родовища.
Дамарський складчастий пояс складений вулканітами та карбонатно-теригенними відкладами, з якими пов'язана стратиформна мідна мінералізація.
Платформний чохол Каапвальсьного картону та поясу Лімпопо представлений слабо зміненими відкладами (вулканіти, кислі теригенні та карбонатно-теригенні відклади) протерозою, з якими асоціюють родовища руд заліза, марганцю, азбесту, тальку.
Синекліза Калахарі, глибинна будова якої дискусійна, виконана відкладами від верхнього карбону — нижньої юри (система Карру) і, ймовірно, крейди до сучасних (система Калахарі). Система Карру складена теригенними континентальними відкладами, перекритими потужною товщею базальтів, які прорвані алмазоносними кімберлітами крейди. Зокрема, зустрічаються родовища вугілля, гіпсу, вогнетривких глин, каоліну та прояви урану.